# Konst i offentliga rum

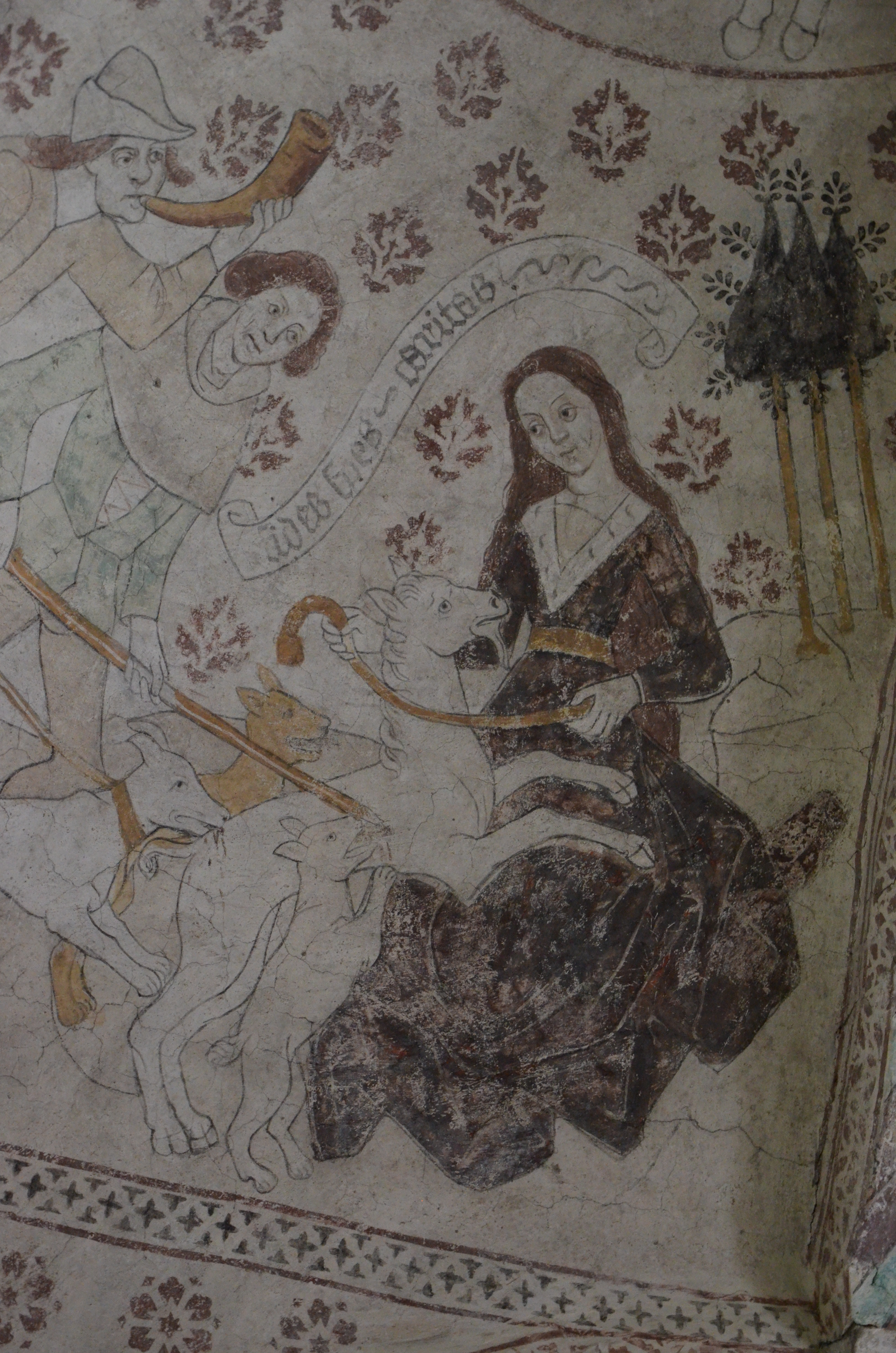
Målning föreställande Diana av Albertus Pictor i Almunge kyrka

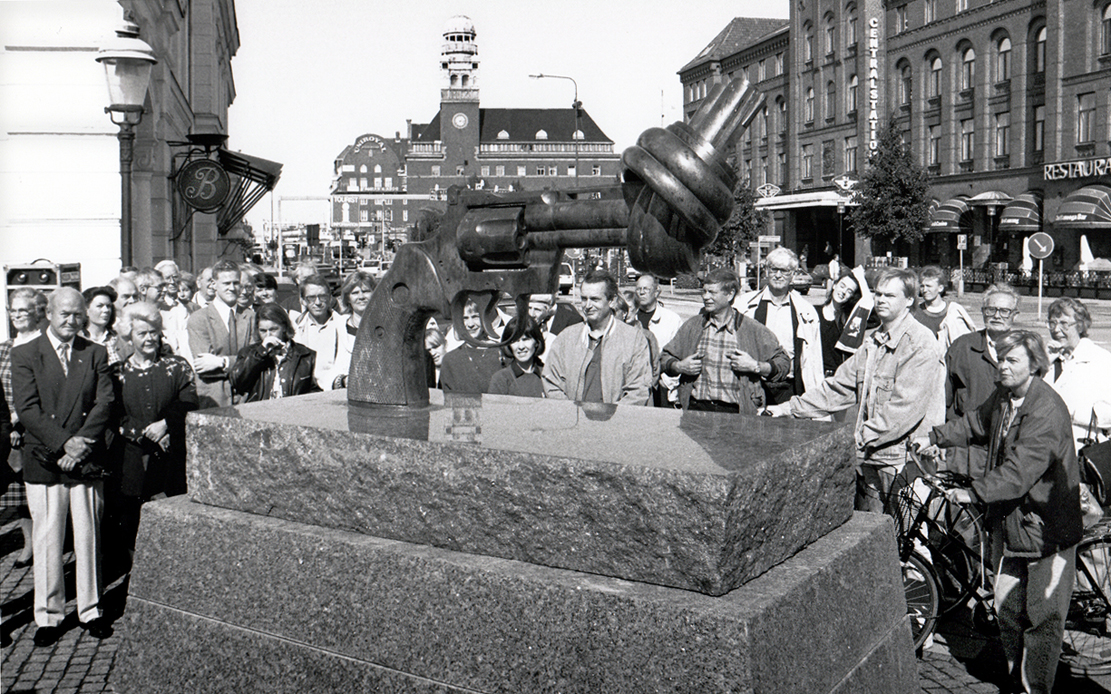
Exempel på offentlig konst. Invigningen av Non-Violence i Malmö 1992.

Konst i offentliga rum,  eller offentlig konst, är benämningen för konstverk som finns placerade i lokaler eller på platser som är tillgängliga för allmänheten och som därmed kan beses, eller på annat sätt upplevas, av allmänheten. Termen används oftast för bildkonstverk, men kan också avse till exempel ljudkonstverk och performances.

## Historia
Offentlighet är ett modernt begrepp som fick brett genomslag först under 1800-talet. Men konstnärlig utsmyckning i människors gemensamma miljö har en mycket längre historia än så. Det finns många exempel på konstfullt utförda gravmonument och minnesmärken som har bevarats in i vår tid, bland andra Sfinxen i Giza (cirka 4500 år gammal) och Marcus Aurelius-kolonnen (troligen rest cirka 180 e.v.t.). Andra exempel kan vara verk som manifesterar tillhörighet till en grupp, såsom totempålar i nordamerikanska ursprungskulturer. Dessa kan berätta om klanens mytologi eller betydelsefulla förfäder. Samma roll kan de nordiska runstenarna sägas ha då de berättar om händelser och personer. 
Publikt placerade verk har genom tiderna ofta syftat till att manifestera makt och visa upp rikedom. Men också visa förbindelse med de andliga makterna genom att till exempel finansiera överdådiga utsmyckningar i tempel eller katedraler. 
Konsten i stadsbilden hade länge en främst dekorativ karaktär och var att betrakta som arkitektoniska utsmyckningar snarare än självständiga konstverk. Fontänbyggnader, fasadskulpturer och fristående monument syftade till att försköna stadsbilden. Med modernismen växte en annan idé fram om konstens uppgift i offentligheten. Konsten skulle tillhöra alla och vara i medborgarnas ”tjänst”. Detta kunde i vissa fall betyda att konsten skulle framhäva den rådande politiska ideologin och bidra till att forma samhällsordningen. Men det innebar också en demokratisering av konstupplevelsen och en bred uppfattning om att konst skulle finnas tillgänglig för alla. 

## I Sverige
I Sverige finansieras inköp av offentlig konst främst med skattemedel, ofta via kommuner, regioner och staten.  Det utgår ett statligt bidrag till konstnärer, individuell visningsersättning, om den är offentligt ägd och placerad i offentlig miljö och där bidragets storlek beräknas enligt ett poängsystem.
Offentligt finansierad konst var fortfarande ovanligt i Sverige i början av 1900-talet, även om det fanns en utbredd inställning att konstupplevelser var välgörande för medborgarna. I en statlig utredning 1936 (SOU 1936:50) konstaterades att ”konsten fyller en verklig uppgift i samhället” och i proposition 1937:57 föreslås att en viss procent av anslaget till statliga nybyggnationer ska vikas åt konstnärlig utsmyckning. Detta lade grunden till den så kallade enprocentsregeln. 1937 bildades även myndigheten Statens Konstråd, som arbetar för och med offentlig konst i Sverige.    

### Försvunnen konst
Mellan åren 2005 och 2012 försvann 23 offentliga konstverk från Regeringskansliet till ett sammanlagt värde av 567 600 kronor. Det kom till allmänhetens kännedom först i december 2018.
En granskning av P4 Örebro publicerad 2019 visade att 17.000 konstverk saknas i kommunerna. I Vänersborgs kommun saknades vart fjärde konstverk.
P4 Malmöhus rapporterade i december 2019 att ett verk av Käthe Kollwitz, en tavla som donerades till Sveriges ambassad i Köpenhamn i slutet av 80-talet och med ett uppskattat värde på 250 000 kronor, tros ha stulits någon gång mellan 1992 och 2012. Den misstänkta stölden upptäcktes 2012 men polisanmäldes av Utrikesdepartementet först i maj 2019 eftersom ambassaden hoppades att tavlan skulle finnas i lokalerna.